# Acrochordonichthys pachyderma
Acrochordonichthys pachyderma är en fiskart som beskrevs av Vaillant 1902. Acrochordonichthys pachyderma ingår i släktet Acrochordonichthys och familjen Akysidae. Inga underarter finns listade i Catalogue of Life.